# Europees kampioenschap basketbal vrouwen 1983
Het 19e Europees kampioenschap basketbal vrouwen vond plaats van 11 tot 18 september 1983 in Hongarije. 12 nationale teams speelden in Miskolc, Zalaegerszeg en Boedapest om de Europese titel.

## Voorronde
De 12 deelnemende landen zijn onderverdeeld in twee poules van zes landen. De top twee van elke poule plaatsten zich voor de halve finales.

### Groep A
| Datum        | Land        | Score   | Land      |
| ------------ | ----------- | ------- | --------- |
| 11 september | Spanje      | 59 – 92 | Polen     |
| 11 september | Joegoslavië | 60 – 50 | Nederland |
| 11 september | Hongarije   | 87 – 85 | Roemenië  |
| 12 september | Nederland   | 60 – 62 | Polen     |
| 12 september | Joegoslavië | 66 – 59 | Roemenië  |
| 12 september | Hongarije   | 94 – 64 | Spanje    |
| 13 september | Roemenië    | 83 – 64 | Spanje    |
| 13 september | Joegoslavië | 68 – 60 | Polen     |
| 13 september | Nederland   | 55 – 72 | Hongarije |
| 14 september | Roemenië    | 54 – 55 | Nederland |
| 14 september | Joegoslavië | 75 – 57 | Spanje    |
| 14 september | Polen       | 73 – 80 | Hongarije |
| 15 september | Spanje      | 52 – 53 | Nederland |
| 15 september | Polen       | 97 – 86 | Roemenië  |
| 15 september | Joegoslavië | 60 – 57 | Hongarije |

| Groep A |             |             |             |             |            |            |            |        |
| #       | Land        | Wedstrijden | Wedstrijden | Wedstrijden | Doelpunten | Doelpunten | Doelpunten | Punten |
| #       | Land        | G           | W           | V           | V          | T          | Saldo      | Punten |
| 1       | Joegoslavië | 5           | 5           | 0           | 329        | 283        | +46        | 10     |
| 2       | Hongarije   | 5           | 4           | 1           | 390        | 337        | +53        | 9      |
| 3       | Polen       | 5           | 3           | 2           | 384        | 353        | +31        | 8      |
| 4       | Nederland   | 5           | 2           | 3           | 273        | 300        | -27        | 7      |
| 5       | Roemenië    | 5           | 1           | 4           | 367        | 369        | -2         | 6      |
| 6       | Spanje      | 5           | 0           | 5           | 296        | 397        | -101       | 5      |

### Groep B
| Datum        | Land                     | Score    | Land                     |
| ------------ | ------------------------ | -------- | ------------------------ |
| 11 september | Zweden                   | 74 – 105 | Sovjet-Unie              |
| 11 september | Bondsrepubliek Duitsland | 54 – 50  | Italië                   |
| 11 september | Tsjecho-Slowakije        | 86 – 90  | Bulgarije                |
| 12 september | Bondsrepubliek Duitsland | 66 – 68  | Zweden                   |
| 12 september | Bulgarije                | 60 – 108 | Sovjet-Unie              |
| 12 september | Tsjecho-Slowakije        | 68 – 74  | Italië                   |
| 13 september | Bulgarije                | 88 – 62  | Bondsrepubliek Duitsland |
| 13 september | Italië                   | 72 – 58  | Zweden                   |
| 13 september | Tsjecho-Slowakije        | 55 – 97  | Sovjet-Unie              |
| 14 september | Tsjecho-Slowakije        | 78 – 76  | Zweden                   |
| 14 september | Sovjet-Unie              | 115 – 56 | Bondsrepubliek Duitsland |
| 14 september | Italië                   | 74 – 85  | Bulgarije                |
| 15 september | Sovjet-Unie              | 83 – 53  | Italië                   |
| 15 september | Zweden                   | 88 – 97  | Bulgarije                |
| 15 september | Tsjecho-Slowakije        | 78 – 61  | Bondsrepubliek Duitsland |

| Groep B |                          |             |             |             |            |            |            |        |
| #       | Land                     | Wedstrijden | Wedstrijden | Wedstrijden | Doelpunten | Doelpunten | Doelpunten | Punten |
| #       | Land                     | G           | W           | V           | V          | T          | Saldo      | Punten |
| 1       | Sovjet-Unie              | 5           | 5           | 0           | 508        | 298        | +210       | 10     |
| 2       | Bulgarije                | 5           | 4           | 1           | 420        | 418        | +2         | 9      |
| 3       | Italië                   | 5           | 2           | 3           | 323        | 348        | -25        | 7      |
| 4       | Tsjecho-Slowakije        | 5           | 2           | 3           | 365        | 398        | -33        | 7      |
| 5       | Zweden                   | 5           | 1           | 4           | 364        | 418        | -54        | 6      |
| 6       | Bondsrepubliek Duitsland | 5           | 1           | 4           | 299        | 399        | -100       | 6      |

## Plaatsingswedstrijden 9e-12e plaats
| Datum                 | Land     | Score   | Land                     |
| --------------------- | -------- | ------- | ------------------------ |
| 17 september          | Spanje   | 82 – 85 | Zweden                   |
| 17 september          | Roemenië | 71 – 62 | Bondsrepubliek Duitsland |
| 18 sept. (11e plaats) | Spanje   | 64 – 63 | Bondsrepubliek Duitsland |
| 18 sept. (9e plaats)  | Zweden   | 75 – 80 | Roemenië                 |

## Plaatsingswedstrijden 5e-8e plaats
| Datum                | Land      | Score   | Land              |
| -------------------- | --------- | ------- | ----------------- |
| 17 september         | Nederland | 57 – 60 | Italië            |
| 17 september         | Polen     | 59 – 69 | Tsjecho-Slowakije |
| 18 sept. (7e plaats) | Nederland | 73 – 82 | Polen             |
| 18 sept. (5e plaats) | Italië    | 55 – 54 | Tsjecho-Slowakije |

## Halve finales
| Datum        | Land        | Score    | Land        |
| ------------ | ----------- | -------- | ----------- |
| 17 september | Joegoslavië | 62 – 72  | Bulgarije   |
| 17 september | Hongarije   | 69 – 103 | Sovjet-Unie |

## Bronzen finale
| Datum        | Land        | Score   | Land      |
| ------------ | ----------- | ------- | --------- |
| 18 september | Joegoslavië | 79 – 82 | Hongarije |

## Finale
| Datum        | Land      | Score   | Land        |
| ------------ | --------- | ------- | ----------- |
| 18 september | Bulgarije | 70 – 91 | Sovjet-Unie |

## Eindrangschikking
| Goud   | Sovjet-Unie       |
| Zilver | Bulgarije         |
| Brons  | Hongarije         |
| 4      | Joegoslavië       |
| 5      | Italië            |
| 6      | Tsjecho-Slowakije |

| 7  | Polen                    |
| 8  | Nederland                |
| 9  | Roemenië                 |
| 10 | Zweden                   |
| 11 | Spanje                   |
| 12 | Bondsrepubliek Duitsland |

1938 · 
1950 · 
1952 · 
1954 · 
1956 · 
1958 · 
1960 · 
1962 · 
1964 · 
1966 · 
1968 · 
1970 · 
1972 · 
1974 · 
1976 · 
1978 · 
1980 · 
1981 · 
1983 · 
1985 · 
1987 · 
1989 · 
1991 · 
1993 · 
1995 · 
1997 · 
1999 · 
2001 · 
2003 · 
2005 · 
2007 · 
2009 · 
2011 · 
2013 · 
2015 · 
2017 · 
2019 · 
2021 · 
2023